# Marcel Pesch
Marcel Pesch (Reims, 14 de juny de 1910 – Elsene, 18 de febrer de 1985) fou un ciclista luxemburguès, que va competir en la prova individual dels Jocs Olímpics d'Estiu de 1928 disputats a la ciutat d'Amsterdam.